# Fernando Ruas
Fernando de Carvalho Ruas (Farminhão, Viseu, 15 de janeiro de 1949) é um economista, dirigente associativo e político português. Atualmente é presidente da câmara municipal de Viseu, ganhando-o nas eleições autárquicas de 2021.
É licenciado em Economia pela Faculdade de Economia da Universidade de Coimbra (1978).
Foi professor do ensino secundário entre 1973 e 1982. Nesse ano tornou-se Conselheiro Principal da Administração Pública, tendo transitado, em 1986, a Vogal do Conselho Diretivo da Segurança Social de Viseu.
Foi Presidente da Câmara Municipal de Viseu entre 1989 e 2013 pelo PPD/PSD, tendo sido sucedido por António Almeida Henriques.  
Foi também Presidente da ANMP - Associação Nacional de Municípios Portugueses (2002 a 2013). Esta função tornou-o representante da ANMP no Conselho dos Municípios e Regiões da Europa. durante o mesmo período. Foi Presidente da Assembleia Distrital do PSD de Viseu de 1990 a 2013 e Presidente do Conselho de Administração dos Serviços Municipais de Águas e Saneamento de Viseu de 1990 a 2013. 
Foi deputado no Parlamento Europeu entre 2014 e 2019. Foi eleito Deputado na XIV legislatura, em 2019, como cabeça de lista pelo circulo eleitoral de Viseu.
Foi também Presidente do PSD/Viseu de 1983 a 1987, Vice-Presidente do Congresso Nacional do PSD de 1999 a 2007 e Vice-Presidente da Assembleia Distrital do PSD/Viseu de 1997 a 1999. Atualmente ocupa o cargo de Presidente do Assembleia Distrital do PSD (desde 2005) e foi Presidente do Congresso Nacional do PSD 2010 a 2018.
Em 1994, foi eleito para a primeira reunião do Comité das Regiões (onde permaneceu até 2013), tornando-se membro fundador. De 2001 a 2004, ocupou o lugar de membro do Congresso de Autoridades Locais e Regionais do Conselho da Europa.
Foi Presidente do Gabinete Permanente da Associação Luso-Espanhola de Municípios 'Uma rota para a Europa' entre 1999 e 2000, Membro do Gabinete Executivo do Conselho Mundial de Cidades Unidas e Local Governos entre 2006 e 2013, e Presidente do Foral CPLP - Fórum das Autarquias Locais da Comunidade dos Países de Língua Portuguesa - entre 2009 e 2013.

## Condecorações
- Medalha de ouro da "Société Académique des Arts, Sciences et Lettres" (Paris, França, 2009);
- Medalha Amicis Universitatis Mariae Curie Sklodowska, Universidade Marie Curie Skłodowska (Lublin, Polônia, 2005);
- Grã-Cruz da Ordem do Mérito, atribuída pelo Presidente da República Portuguesa (7 de junho de 2013);[6]
- ‘Viriato de Ouro’, Câmara Municipal de Viseu (Viseu, Portugal, 2013).